# 世界が明日も続くなら
『世界が明日も続くなら』（せかいがあしたもつづくなら）は、日本のラッパー・GAKU-MCの4枚目のオリジナルアルバム。2009年10月21日にトイズファクトリーより発売された。

## 音楽性
2009年6月より3か月連続で2曲ずつ配信された新曲計6曲に加え、Mr.Childrenの桜井和寿とのコラボレーション・シングルとしてリリースされた楽曲「手を出すな!」、藤井隆への作詞提供曲「ナンダカンダ」のセルフカバーなど全14曲が収録されている。
本作について、GAKU-MCは「生活が滲み出ている」「歳取っていろんなことが見えるようになったことが出ています」と語っている。

## リリース・プロモーション
通常盤のみの1形態で発売。前作『a day in the life』以来約7年半ぶりのアルバムとなった。ナイス橋本とヨースケ@HOMEとコラボレーションしたタワーレコード限定シングル『今日からみんなともだち ～NO MUSIC, NO LIFE.～』と同時発売。
本作のアートディレクターは本郷伸明が担当。
本作とコラボレーション・シングルの発売を記念して、発売翌月の2009年11月30日から12月10日まで6会場6公演に渡る全国ツアー『世界は明日も続くのか!? ～GAKU-MCとナイス橋本 & ヨースケ@HOMEのともだちツアー～』を開催。さらに、12月11日には渋谷CLUB QUATTROで自身7年ぶりとなる単独ライブ『世界は明日も続くのか!? ～ともだち呼んでスペシャルワンマン!～』を開催した。

## 収録曲
- 全作詞・作曲：GAKU-MC（#2, #4, #10, #12, #13除く） / 編曲：タイトキックス

1. 屋上へと続くドア [4:43]
2. Fight for YA right!! [4:59]
  - 作曲：GAKU-MC & 扇谷研人 / 編曲：扇谷研人

タワーレコード限定シングル『ハットリリック』収録曲[4]。2009年6月1日に配信リリースされ[3]、その前月にはOORONG-SHA MOBILEにて着うたフルの先行無料配信も実施された[8]。
自身も出演した舞台『僕たちの好きだった革命』挿入歌[8]。
3. baby in car [4:56]
4. 誕生日ありがとう / GAKU-MC / 椎名純平 [4:59]
  - 作詞・作曲：GAKU-MC & 椎名純平
5. Take it slow [4:18]
2009年6月1日に配信リリースされた[3]。
6. I hope you like it [3:55]
7. 月が綺麗です [5:28]
  - 編曲：タイトキックス & 扇谷研人

ベスト・アルバム『THE BEST "GRADATION"』にも収録された[9]。
8. 世界が今夜終わるなら [5:24]
タワーレコード限定シングル『ハットリリック』収録曲[4]。2009年8月1日に配信リリースされた[3]。
2011年11月25日にGAKU著による同名のエッセイ集が発売されている[10]。
ベスト・アルバム『THE BEST "GRADATION"』にも収録された[9]。
9. リラックスリラックス [4:06]
2009年8月1日に配信リリースされた[3]。
GAKUが初めてアコースティック・ギターを用いて作曲した楽曲[3]。
10. ナンダカンダ [3:12]
  - 作曲：浅倉大介

藤井隆へ作詞提供した楽曲のセルフカバー。
11. ガク問ノススメ [5:02]
メ〜テレ高校野球テーマソング[2]。
2009年7月1日に配信リリースされた[3]。
12. 昨日のNo, 明日のYes (acoustic ver.) [4:49]
  - 作曲：森俊之

タワーレコード限定シングル『ハットリリック』収録曲[4]。2009年7月1日に配信リリースされた[3]。
2002年6月12日に発売されたシングルのアレンジ・バージョン。
13. 手を出すな! / GAKU-MC / 桜井和寿 (Mr.Children) [5:09]
  - 作詞・作曲：GAKU-MC & 桜井和寿 / 編曲：桜井和寿 & 小林武史 / リズムトラックアレンジ：HALFBY / 管編曲：山本拓夫 / プロデュース：小林武史

2006年に発売されたコラボレーション・シングル。
日本テレビ系情報番組『サッカーアース』イメージソング[11]。
14. スタートライン [6:15]
フジテレビ系音楽番組『ミューサタ』10月度エンディングテーマ[2]。
ミュージック・ビデオが制作されており、トイズファクトリーの公式YouTubeチャンネルで公開されている。
ベスト・アルバム『THE BEST "GRADATION"』にも収録された[9]。

## 参加ミュージシャン
- GAKU-MC
- タイトキックス
  - Gakushi：Keyboards
  - YOSHITAKA：Drums
  - YOSHIKI [Rays]：Guitar
  - SHiNji：Bass
  - MAKO-T：Keyboards
  - SAN：Chorus
- 河口修二：Guitar (#1, #11)
- 宍倉聖悟：Guitar (#2)
- 扇谷研人：Keyboards (#2)
- 河野充生：Bass (#2)
- 田中栄二：Drums (#2)
- KAREN：Chorus (#2)
- 西岡ヒデロー：Trumpet (#2)
- 本間将人：Alto sax (#2)
- 石戸谷斉：Trombone (#2)
- 椎名純平：Vocal (#4), Wurlitzer (#4)
- 小倉博和：Guitar (#6, #12)
- ヨースケ@HOME：Harmonica (#6)
- 佐久間勲：Trumpet (#8, #11)
- 庵原良司：Sax (#8, #11)
- 霜田裕司：Trombone (#8, #11)
- 桜井和寿 (Mr.Children)：Vocal (#13)

## カバー
月が綺麗です
- 桜井和寿（2022年9月18日） - 自身が所属するユニット・ウカスカジーのライブ『MIFA Football Park 8th anniversary party』内での自身のソロコーナーにてカバー。